# Nemeritis fallax
Nemeritis fallax är en stekelart som först beskrevs av Johann Ludwig Christian Gravenhorst 1829.
Nemeritis fallax ingår i släktet Nemeritis och familjen brokparasitsteklar. Inga underarter finns listade i Catalogue of Life.